# Poliuretano

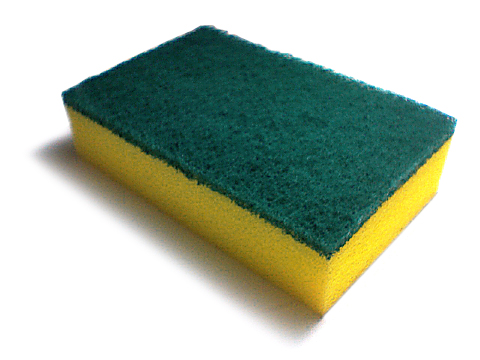
Esponja de poliuretano flexible

Fig. 1. Grupo uretano eslabón de las cadenas poliméricas en los poliuretanos

El poliuretano es un polímero que se obtiene  de bases hidroxílicas combinadas con diisocianatos (en general se utiliza TDI o MDI). Los poliuretanos se clasifican en dos grupos, definidos por su estructura química, diferenciados por su comportamiento frente a la temperatura. De esta manera pueden ser de dos tipos: Poliuretanos termoestables o poliuretanos termoplásticos (según si degradan antes de fluir o si fluyen antes de degradarse, respectivamente).
Los poliuretanos termoestables más habituales son espumas, muy utilizadas como aislantes térmicos y como espumas resilientes. Entre los poliuretanos termoplásticos más habituales destacan los empleados en elastómeros, adhesivos selladores de alto rendimiento, suelas de calzado, pinturas, fibras textiles, sellantes, embalajes, juntas, preservativos, componentes de automóvil, en la industria de la construcción, del mueble y múltiples aplicaciones más.
Es habitual su combinación con pigmentos tales como el negro de carbón y otros.

## Historia
Aunque la química de los isocianatos fue estudiada por primera vez por C. A. Wurtz y por A.W. Hoffman en la década de 1840, no fue hasta un siglo después cuando Otto Bayer desarrolló la primera síntesis de un poliuretano en 1937 trabajando en los laboratorios de IG Farben, en Leverkusen (Alemania), empleando diisocianato de 1,6-hexametileno y 1,4-butanodiol, con el objeto de conseguir un material competitivo con la poliamida (Nailon) desarrollada poco antes por W. Carothers trabajando para DuPont (EE. UU.). Otto Bayer y sus colaboradores publicaron la primera patente de poliuretanos en 1937 y la producción industrial empezó en 1940 con productos como Igamid y Perlon. Sin embargo, debido a la falta de recursos por la Segunda Guerra Mundial, la producción creció muy lentamente. En 1959 DuPont desarrollaría un tejido muy elástico empleando fibras de poliuretano al que llamó Spandex, y comercializó bajo el nombre de Lycra.

## Química del poliuretano

Reacciones comunes del grupo isocianato (-NCO)

La química del poliuretano tiene como principal protagonista al grupo isocianato (-NCO). Este grupo contiene un átomo de carbono altamente electrofílico que puede ser atacado por diferentes grupos nucleófilos provistos de hidrógenos lábiles, como es el caso del grupo hidroxilo, amina o tiol para dar uretanos, ureas o tiocarbamatos respectivamente, o con agua para, mediante  Transposición de Hofmann, dar una amina, como se puede observar en la figura de la derecha. El hecho de que se libere CO2 mediante esta última reacción, es aprovechado para la síntesis de espumas de poliuretano.
Además de las reacciones presentadas en la figura de la derecha, a elevadas concentraciones del grupo isocianato y a altas temperaturas, el grupo isocianato puede reaccionar con uretanos para dar grupos alofanato o con ureas para dar grupo Biuret. En ambas reacciones el grupo N-H del uretano o urea, reacciona con el isocianato formando un punto de entrecruzamiento en la red polimérica. Cuando el propósito es obtener materiales termoplásticos estas reacciones son consideradas laterales y pueden ser evitadas llevando a cabo la reacción a temperaturas moderadas. Sin embargo, cuando se pretende obtener un poliuretano entrecruzado estas reacciones deben ser consideradas como interesantes.

### Polimerización
La polimerización se consigue creando moléculas de diisocianato difuncionales (OCN-R-NCO) con dibases (HO-R´-OH, HN-R´´-NH, o HS-R´´´-SH, por ejemplo) en proporción estequiométrica (NCO/OH= 1), lo que hace que las moléculas comiencen a unirse por ambos lados del grupo diisocianato hasta dar lugar a un polímero de alto peso molecular.

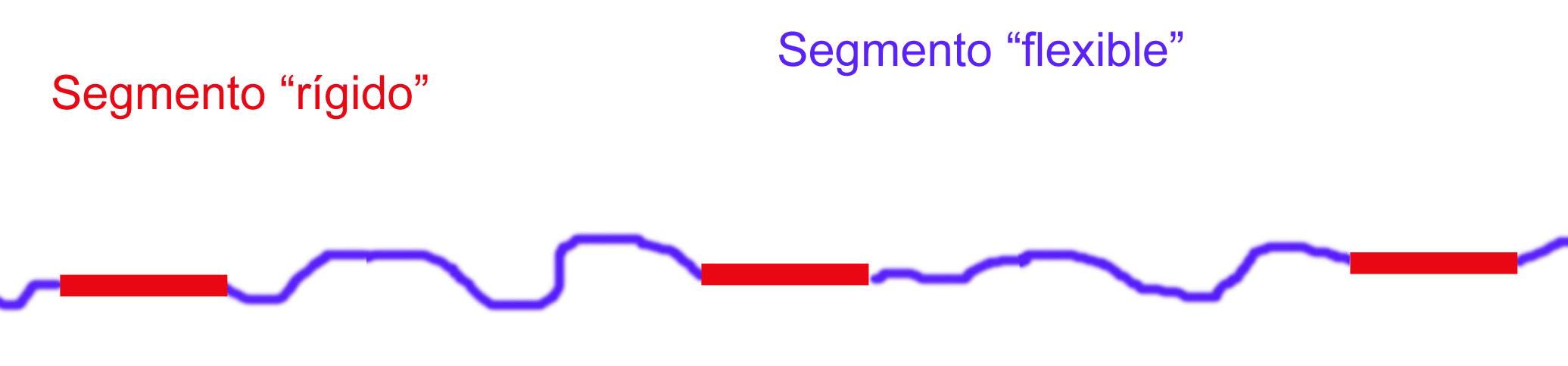
Fig. 2. Segmentos de los poliuretanos. Según su grado de segmentación (balance entre segmentos rígidos y flexibles) se obtienen materiales muy diversos y con diferentes propiedades.

### Polioles
Los poliuretanos suelen ser preparados a base de dioles de medio peso molecular (500-2000 g/mol). Estos suelen comprender alrededor del 50-60% masa del peso total del poliuretano, y suelen ser parte del denominado «segmento flexible». Comercialmente se presenta como una mezcla cuidadosamente formulada y balanceada de glicoles (diferentes tipos de dioles para proporcionar diferentes características). Se pueden formular mezclados con agentes espumantes y otros aditivos tales como aminas, siliconas, agua, agentes de expansión y catalizadores organometálicos; condicionan la reacción y dan las características a la espuma final. La apariencia es como miel viscosa y en ocasiones puede tener un fuerte olor amoniacal.
Los dioles más comunes son:
- Poliéteres
- Poliésteres

- Policarbonatos

La resistencia a la degradación hidrolítica de los poliuretanos suele venir determinada, en gran medida, por el diol empleado y esta sigue la secuencia (de mayor resistencia a menor):
- Policarbonatos > Poliéteres > Poliésteres

### Diisocianatos

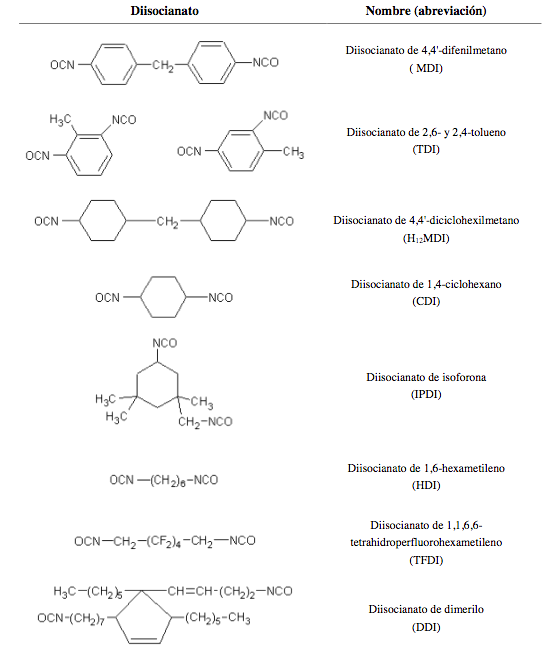
Lista de diisocianatos más comunes

Comercialmente, el segundo componente es una mezcla de isocianatos, a veces prepolimerizados con algunos dioles, con un contenido de grupos isocianato, -NCO, que puede variar desde el 18 al 35 % en funcionalidad.
Algunos diisocianatos son como el diisocianato de 4,4´-difenil metano (MDI) son sólidos a temperatura ambiente, mientras que otros como el diisocianato de 1,6-hexametileno (HDI) son casi transparentes y fluidos. En ocasiones son mantenidos en atmósfera seca de nitrógeno.
La estructura molecular del diisocianato es un factor determinante en las propiedades finales del poliuretano y es un factor importante que afecta a la cristalinidad y propiedades mecánicas finales. Otras propiedades como la biodegradabilidad o biocompatibilidad, cinética de reacción o carácter hidrofílico también varían con el tipo de diisocianato empleado en su preparación.
Los diisocianatos tienen además propiedades adhesivas muy apreciadas, por lo que también sirven de aglomerantes para fabricar bloques poli-material. Un ejemplo de aplicación sorprendente es su uso para aglomerar piedras y formar rompeolas para proteger costas.
A nivel industrial, los diisocianatos más utilizados son el diisocianato de tolueno (TDI) y el diisocianato de 4,4´-difenilmetano (MDI), que componen el 95 % de los poliuretanos comerciales. Dentro de los anteriores el TDI más utilizado es el denominado TDI 80:20, mezcla formada por 80 % del isomero 2,4 y 20% del isómero 2,6.
Sin embargo, debido a su estructura aromática con dobles enlaces conjugados a lo largo de la cadena del segmento rígido, presentan inconvenientes como inestabilidad a la radiación ultravioleta, que los hacen amarillear a corto plazo.
En la tabla de la derecha además de los diisocianatos más empleados, como el MDI o el TDI, junto con otros de naturaleza alifática, considerados interesantes en la síntesis de poliuretanos para aplicaciones biomédicas, tales como el mencionado HDI, el diisocianato de 4,4´-diciclohexilmetano (H12MDI), el diisocianato de 1,4-ciclohexano (CDI), o el diisocianato de isoforona (IPDI). En la tabla, también se presenta un diisocianato fluorado, diisocianato de 1,1,6,6-tetrahidroperfluorohexametileno (TFDI), que tiene aplicaciones en el campo biomédico cuando se requiere baja actividad trombogénica. También se presenta un diisocianato de origen renovable, derivado del ácido linoleico, diisocianato de dimerilo (DDI). Puede considerarse como un precursor para la obtención de poliuretanos a partir de fuentes renovables.

### Extendedor de cadena
Cuando se logra una alta segmentación del poliuretano (ver poliuretanos segmentados, más abajo) se añade a la formulación algún tipo de extendedor de cadena, bien como parte de la mezcla de poliol o bien en una etapa posterior. Los extendedores de cadena son comúnmente dioles o diaminas de baja masa molecular, los cuales proporcionan enlaces uretano o urea, respectivamente. Los dioles más utilizados son etilenglicol, 1,4-butanodiol, 2,3-butanodiol o bis(hidroxietil)hidroquinona. Cuando se persigue el entrecruzamiento y la formación de poliuretanos reticulados, junto con el extendedor de cadena se incorporan otras sustancias multifuncionales, tales como glucosa o sorbitol. De entre las aminas más comúnmente utilizadas destacan las aminas alifáticas como etilen, propilen o hexametilen diaminas. También se han empleado aminas aromáticas como diaminas de tolueno y difenilo.
El extendedor de cadena junto con el diisocianato determina la estructura y propiedades del segmento rígido, el cual tiene una influencia dramática en las propiedades finales de los poliuretanos.

## Formulación y aplicaciones
La formulación de los poliuretanos depende mucho de la aplicación final para la cual quieran ser empleados. En general, la reacción de formación del polímero, común en todos ellos, es una policondensación que da lugar a cadenas poliméricas unidas mediante grupos uretano como los mostrados en la Fig. 1.
Normalmente su formulación se basa en la combinación de dioles (HO-R-OH) de baja o media masa molecular (1000-2000 g/mol) combinados con diisocianatos (NCO-R'-NCO). Los dioles proporcionan un carácter elástico, flexible y tenaz al material por lo cual sus segmentos en la estructura molecular se denominan "segmentos flexibles". Además según la aplicación deseada, los requisitos y las solicitaciones a las que se verá sometido el material final se pueden añadir diferentes moléculas con grupos funcionales de carácter básico y con grupos hidrógeno lábiles (-OH, -NH2, -SH, principalmente) para conferir a la estructura polimérica segmentada (Fig. 2) y con diferentes propiedades. Los diisocianatos junto con estas otras moléculas difuncionales añadidas forman parte de la estructura molecular que los químicos denominan «segmentos rígidos» (Fig. 2).

### Espumas
Su formulación se basa en polioles de bajo número de hidróxilo (OH) combinados con isocianatos de bajo contenido en grupos funcionales (NCO), unido a propelentes especiales y una cantidad exactamente medida de agua. La fórmula está estequiométricamente diseñada para lograr un material (espumado o no) de curado rápido y con una densidad entre 10 y 80 kg/m³.
Las aplicaciones más utilizadas en el segmento de los poliuretanos flexibles son la fabricación de colchones, almohadas y asientos tanto para la industria hogareña (sillas y sillones) como industrial (asientos y butacas para autos, buses, etc.). En este segmento suelen utilizarse espumas de entre 18-50 kg/m3. Otras aplicaciones se dan en la industria del packaging, en la que se usan espumas como protectores anti impacto para embalajes de piezas delicadas. Su principal característica es que son de celdas abiertas y de baja densidad (12-15 kg/m³).
Los poliuretanos rígidos de densidad 30-60 kg/m³, son muy utilizados como aislantes térmicos. Sus principales aplicaciones son la aislación térmica de frigoríficos (heladeras), congeladores (frízeres), cámaras frigoríficas y chapas para galpones y techos industriales (espuma moldeada dentro de una matriz). También se utilizan como aislación térmica proyectada, para galpones industriales ya construidos (por ejemplo para aislar granjas donde se crían pollos, cerdos, etc.).
La capacidad de aislamiento térmico del poliuretano se debe al gas aprisionado en las celdillas cerradas del entramado del polímero.
Una variedad de los poliuretanos rígidos son los poliuretanos PIR, que gracias a su mejor comportamiento frente al fuego son usados en revestimientos de cañerías que conducen fluidos a alta temperatura en zonas extremadamente húmedas . Su principal característica es la naturaleza ureica del polímero.
Una variedad de los poliuretanos rígidos son los poliuretanos spray, que son formulaciones de alta velocidad de reacción, usados en revestimientos sujetos a la fuerza de gravedad, tales como aislamientos de edificios, estanques de almacenamiento, e incluso tubos o cañerías.
Otra variedad dentro los poliuretanos rígidos son los empleados para la realización de piezas de imitación madera, con densidades que oscilan entre los 100-250 kg/m³. También existen formulaciones con mayor densidad (hasta los 800 kg/m³) comúnmente denominadas «duromeros» para la realización de piezas estructurales, tales como carcas de máquinas industriales, accesorios para autocares, etc.

#### Reactividad
La reactividad se puede observar en una simple inspección visual y, en el caso de las espumas, está dividida en los siguientes tiempos, medidos en segundos:
- Tiempo de crema: 5-15 s. Formación de monómeros y polímeros.
- Tiempo de hilo: 30-70 s. Estructuración, formación de redes cristalinas.
- Tiempo de subida: Finalización de la expansión.
- Tacto libre: 10-50 s. Formación de piel, finalización de la reacción. La superficie del material deja de ser adhesiva.

El isocianato y el poliol, al mezclarse, ocasionan una serie de reacciones químicas que conducen a enlaces de uretanos, poliuretanos, alofanatos, ureas modificadas, cianatos, prepolímeros, etc. En total unas 17 reacciones químicas simultáneas, en que el paquete de catalizadores hace que se tome una dirección preferente u otra.
Se genera una exotermia que puede elevar la temperatura hasta más de 100 °C, que hace que el propelente en disolución en el poliol se convierta en un gas. La reacción de isocianato con agua genera dióxido de carbono. Por el calor generado, parte del agua se convierte en vapor. Todo esto hace que expanda la mezcla, formándose pequeñas celdas después del gelado o cremado. Aunque las celdas de CO2 son parte del reticulado, se entremezclan con las que contienen fluorocarbonos para efectos de estabilidad dimensional.
Algunos polioles llevan componentes antiflama que hace que sean retardantes de llama. En algunos países es obligatorio el uso de este componente para determinadas aplicaciones, y son clasificados bajo normas de seguridad.
Las celdas se van formando a medida que se alcanza el tiempo de hilo, para finalizar en el tiempo de Tack free (tacto libre).
Los propelentes son fluorocarbonos modificados ecológicamente tales como el R-141 B, el R-245FA, o el ciclopentano, que cumplen el Protocolo de Montreal para la preservación de la capa de ozono atmosférico. Evidentemente también se utiliza agua y, en menor medida, dióxido de carbono. El freón-11 (R-11), así como otros organoclorados, fueron descartados hace años debido a su incidencia en la capa de ozono.
Al terminar la reacción química, la espuma de poliuretano contiene millones de celdas irregulares, que –según sea la formulación usada– son las que al final le dan las características de aislamiento térmico, resiliencia, acústicas, etc.
La estabilidad dimensional es un aspecto muy importante en la calidad de la espuma formada: muchas veces ha sucedido que fórmulas de polioles mal balanceadas, exceso de agua, o mezclas poliol/isocianato deficientes, producen una contracción del polímero, pandeándose y perdiendo su forma. La mezcla poliol/isocianato debe ser estequiométricamente balanceada. En general la mezcla está en un 10 % sobre lo estequiométrico para mayor seguridad; una mezcla mayor en poliol y menor en isocianato lleva a espumas blandas e inestables, mientras que un exceso de isocianatos conduce a espumas ureicas (poliuretanos PIR).
La industria del poliuretano mueve millones de dólares/euros en todo el mundo, y los especialistas en el tema son escasos y muy valorados.
El principal mercado para el poliuretano rígido es la industria del aislamiento térmico (refrigeradores, etc.); en segundo lugar, las industrias de los poliuretanos flexibles (colchones, asientos, etc.).
Un porcentaje menor se usa para moldeado de piezas de automóviles, partes de vehículos, elementos de decoración, etc.

#### Espumas como aislantes térmicos
Una espuma de poliuretano tiene un coeficiente de transferencia térmica de aproximadamente 0,0183 unidades BTU de transferencia de calor.

##### Comparativa de coeficientes de conductividad térmica de espumas de PU y otros materiales
| Material               | Densidad (kg/m³) | Conductividad térmica (W/m·K) |
| Chapa de Aluminio      | 2.700            | 203                           |
| Hormigón               | 2.400            | 1,63                          |
| Vidrio plano           | 2.500            | 0,81                          |
| Ladrillo macizo        | 1.600            | 0,81                          |
| Tejas (plana)          | 1.800            | 0,76                          |
| Yeso (placas)          | 1.000            | 0,44                          |
| Hormigón liviano       | 1.000            | 0,36                          |
| Nieve compactada       | 300              | 0,23                          |
| Madera (pino)          | 700              | 0,17                          |
| Lana de vidrio         | 11               | 0,041                         |
| Lana de vidrio         | 15               | 0,038                         |
| Lana de vidrio         | 35               | 0,038                         |
| Lana de vidrio         | 50               | 0,032                         |
| Lana de vidrio         | 70               | 0,031                         |
| Lana de vidrio         | 100              | 0,032                         |
| Poliuretano rígido     | 35               | 0,020                         |
| Poliuretano proyectado | 30               | 0,024                         |

Fuente: Norma IRAM 11601. (Argentina)
Debido a la excelente facilidad de su síntesis y su relación de propiedades mecánicas y aislantes, los poliuretanos rígidos se usan en la industria de la refrigeración, aislamiento, mueble, etc.

### Espumas flexibles
Los poliuretanos flexibles se emplean, sobre todo, en la fabricación de espumas blandas, de elastómeros y también de pinturas.
Sus propiedades mecánicas pueden variar en gran medida por el empleo de diferentes isocianatos o dioles como, por ejemplo, el polietilenglicol. La adición de cantidades variables de agua provoca la generación de mayor o menor cantidad de dióxido de carbono, el cual aumenta el volumen del producto en forma de burbujas, de diferente manera según el caso. A diferencia de las esponjas naturales, se suele tratar de materiales con poro algo más cerrado.

### Materiales sólidos
Los poliuretanos rígidos no porosos o de alta densidad (500-1200 kg/m³) son usados para elaborar componentes de automóviles, suelas de zapatos, piezas de yates, partes de monopatines o muebles y decorados mediante técnicas inyección, colada o incluso por RIM (Reaction Injection Molding). En forma de copolímero, los poliuretanos también se producen como fibras para la industrial textil, tales como el elastano o la licra.

### Materiales líquidos
Algunos poliuretanos se emplean para confección de pinturas aislantes, recubrimientos ante abrasivos o recubrimientos aislantes del medio, o pegamentos o adhesivos que se comercializan en estado líquido.

### Poliuretano industrial
El poliuretano industrial es por lo general la mezcla de dos componentes o sistema bicomponente, el A y el B, en una proporción estequiométrica definida por el químico que diseña la fórmula.
Existen además poliuretanos monocomponentes, formulados así para su facilidad de aplicación, como por ejemplo los habitualmente usados en la industria de la construcción.
También se utiliza para el recubrimiento de rodillos

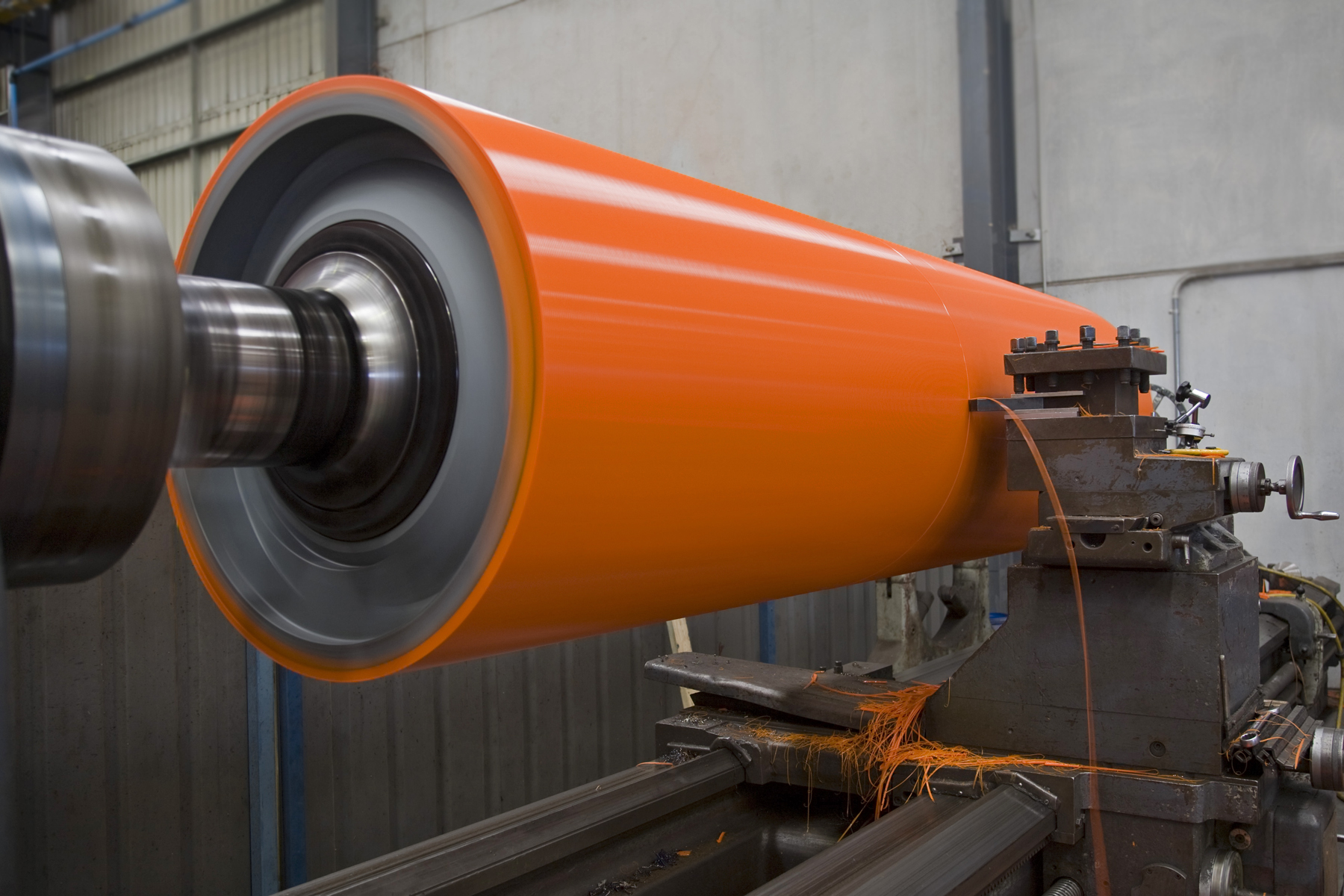
Rodillo de poliuretano

## Poliuretano termoplástico
El Poliuretano Termoplástico, TPU (Thermoplastic Polyurethane), se caracteriza por elasticidad, su alta resistencia a la abrasión, al desgaste, al desgarre, al oxígeno, al ozono y a la conservación de propiedades mecánicas (elasticidad) a temperaturas muy bajas.

## Poliuretano segmentado
Fundamentalmente todos los poliuretanos son segmentados desde el punto de vista de que todos están formados por al menos dos componentes diferentes (diisocianatos y dioles). No obstante cuando se emplea más de un diol o di-bases distintas y estos se combinan secuencialmente se da lugar a un polímero en bloque, o propiamente dicho un copolímero de bloque, y particularmente un poliuretano segmentado. Como se ha mencionado más arriba, el diverso balance entre componentes de la estructura de las cadenas poliméricas de los poliuretanos conlleva a diferentes grados de segmentación. Poliuretanos segmentados se denominan a los poliuretanos en los que se emplean dos tipos de moléculas dibásicas. Una normalmente un macrodiol, HO-R-OH, con R aproximadamente de unos 2000 g/mol y otra una molécula dibásica, bien diol, diamina o dithiol, de bajo peso molecular. Esta última molécula dibásica de baja masa molecular también se denomina «extendedor de cadena». El extendedor de cadena junto al diisocianato forman los segmentos denominados «rígidos» y el macrodiol los segmentos denominados «flexibles» (ver Fig. 2). En esta familia de poliuretanos se engloban algunos elastómeros así como algunos poliuretanos ingenieriles. Actualmente existe una investigación muy activa en este campo.